# Relations entre l'Angola et le Japon
Les Relations entre l'Angola et le Japon ont démarré en septembre 1976, peu de temps après l'indépendance de l'Angola. À partir de 2007, les relations économiques ont joué « un rôle fondamental dans les relations bilatérales entre les deux gouvernements »
Susumu Shibata est l'ambassadeur du Japon en Angola.

## Visites
L'Ambassadeur de l'Unicef Tetsuko Kuroyanagi a visité l'Angola en 1989. Masakuni Murakami, Tetsuro Yano, des membres de la Chambre des Conseillers, en 1994, 2000, 2001, 2002, 2003, 2004. Le ministre des affaires étrangères, Yoriko Kawaguchi, en 2001. 
Pedro de Castro van Dúnem, le ministre angolais des affaires étrangères, a visité le Japon en 1989, 1991 et 1992. Le ministre du commerce et du tourisme en 1993. Le premier ministre Marcolino Moco, le ministre des affaires étrangères Venâncio da Silva Moura, le ministre du pétrole Albina F. de Assis, le secrétaire du Cabinet de ministres, le ministre de la géologie et des mines, et le ministre de la pêche et de l'environnement Marta de F.M. Jardim en 1995.  Antonio D.P. Costa Neto, le ministre de l'administration publique et de la sécurité sociale en 1998. Le Président angolais José Eduardo dos Santos, le ministre des hôtels et du tourisme Valentin, et le ministre des affaires étrangères Miranda en 2001. Le ministre du commerce Hossi en 2002. Le ministre des finances Moras et l'adjoint du premier ministre Jaime en 2003.